# 目撃!ドキュン
『目撃!ドキュン』（もくげき!ドキュン）は、1994年4月6日から2002年6月26日までテレビ朝日系列局で放送されていたテレビ朝日製作のヒューマンバラエティー番組である。

## 出演者

### 司会
- 田中律子
- ラサール石井 - 1995年10月の放送枠拡大時に加入。

### パネラー
- 高橋英樹
- 西川きよし
- 秋野暢子
- 川合俊一
- 蛭子能収
- 林寛子
- 林家こぶ平（現林家正蔵）
- 藤森夕子 (当時CCガールズメンバー)
- 加藤紀子 - 1998年4月から9月まで、田中の産休時に代理で司会を担当。
- ほか

### ロケのみ・リポーター
- 島崎俊郎
- ハイヒールモモコ
- 木之元亮
- 谷隼人
- 大木凡人
- ほか

### ナレーター
- 内海賢二

## コーナー
ガケっぷち人生
崖っぷちの状況にある夫婦の相談に乗る。司会のラサール・田中やレギュラー陣が相談者に対して憤りを露わにすることも多々あった。
ゴーマン妻〜ココだけは直して〜
島崎俊郎担当のロケ企画。主に妻の自分勝手な行動に悩まされている家族からの依頼により、レポーターの島崎が依頼人の妻に行動を改めるように説得する内容。
ご対面
人探しをしている応募者に協力する企画。応募者の人生をまとめた再現VTRを放送した後、探している人を見つけるまでのドキュメンタリー映像を流す。
涙のバージンロード
大木凡人担当のロケ企画で、結婚式を控えた娘が自分の父親に感謝の意を示すまでの一部始終を放送。娘がそれまで送ってきた人生をまとめた再現VTRを放送した後、娘自身が父親の前で感謝の手紙を読み上げる。

## その他
- 当番組に出演していた一般人にヤカラ風の人物が多かったため、ヤカラのことをDQN (ドキュン)と称するインターネットスラングが生まれた。

## スタッフ
- 構成：鵜沢茂郎、椎名時夫、兵頭潤、植竹公和、外山信行、榎淳一郎
- プロデューサー：川野祐司、石原勉、吉川雅章
- 総合プロデューサー：加藤秀之
- 技術協力：テイクシステムズ
- 美術協力：テレビ朝日クリエイト
- 制作協力：ストリームズ、INPUT VISION、オフィスまどか → ラ・シック → office fum

## 歴代エンディングテーマ
- 『君のために 僕のために』NoB
- 『迷わないで』view
- 『Sweet Love』ラサール石井
- 『Everyone』山根康広
- 『All of My Love』諸岡ケンジ
- 『約束をあげる』森下玲可
- 『遥くへ…』Be-B
- 『太陽は知っている』杉山清貴
- 『戻れない時間の中』BAAD
- 『微笑みから始めよう』BEREEVE
- 『Forever In Your Heart』露崎春女
- 『Movin' oN』Favorite Blue
- 『誰かが君を愛してる』木根尚登
- 『JOURNEY』春原佑紀
- 『ビーナス』REI
- 『太陽』椎名祐海
- 『WILL』Lastier
- 『春〜spring〜』Hysteric Blue
- 『大切な人』SMILE
- 『美しい世界』Cronus
- 『愛の詞』SHUUBI
- 『Dear』Hysteric Blue
- 『STEP』ピンクパンダー
- 『start all over again』rumania montevideo
- 『SHINE』イクシード
- 『ミラクル』大槻真希
- 『風が吹く丘』椎名へきる - この番組用にサビの部分を「泣かないで 負けないで」に変更していた（元歌詞は「Don't let me cry Don't let me sigh」）。
- 『眠れる森』椎名へきる
- 『失恋』iyiyim
- 『I Wanna Be』MIKIKO

## 放送時間
いずれも日本標準時。
- 水曜 19:00 - 19:30 （1994年4月6日 - 1995年9月13日）
- 水曜 19:00 - 20:00 （1995年10月11日 - 2000年3月29日） - 放送枠拡大からしばらくの間は、『目撃!ドキュン〜今夜の決断〜』（もくげきドキュン こんやのけつだん）と副題付きのタイトルで放送されていた。
- 水曜 19:00 - 19:54 （2000年4月5日 - 2002年6月26日） - 『ニュースステーション』のフライングスタートにより20時台・21時台の番組が6分繰り上がった事に伴い、時間短縮。

## ネット局
| 放送対象地域   | 放送局           | 系列           | ネット形態              | 備考                   |
| -------------- | ---------------- | -------------- | ----------------------- | ---------------------- |
| 関東広域圏     | テレビ朝日       | テレビ朝日系列 | 製作局                  |                        |
| 北海道         | 北海道テレビ     | テレビ朝日系列 | 同時ネット              | [ 注 1 ]               |
| 青森県         | 青森朝日放送     | テレビ朝日系列 | 同時ネット              |                        |
| 岩手県         | 岩手朝日テレビ   | テレビ朝日系列 | 同時ネット              | 1996年10月の開局時から |
| 宮城県         | 東日本放送       | テレビ朝日系列 | 同時ネット              |                        |
| 秋田県         | 秋田朝日放送     | テレビ朝日系列 | 同時ネット              |                        |
| 山形県         | 山形テレビ       | テレビ朝日系列 | 遅れネット → 同時ネット | [ 注 2 ]               |
| 福島県         | 福島放送         | テレビ朝日系列 | 同時ネット              |                        |
| 新潟県         | 新潟テレビ21     | テレビ朝日系列 | 同時ネット              |                        |
| 長野県         | 長野朝日放送     | テレビ朝日系列 | 同時ネット              |                        |
| 静岡県         | 静岡朝日テレビ   | テレビ朝日系列 | 同時ネット              |                        |
| 富山県         | 富山テレビ       | フジテレビ系列 | 遅れネット              | [ 注 3 ]               |
| 石川県         | 北陸朝日放送     | テレビ朝日系列 | 同時ネット              |                        |
| 中京広域圏     | 名古屋テレビ     | テレビ朝日系列 | 同時ネット              |                        |
| 近畿広域圏     | 朝日放送         | テレビ朝日系列 | [ 注 4 ]                |                        |
| 鳥取県・島根県 | 日本海テレビ     | 日本テレビ系列 | 遅れネット              |                        |
| 広島県         | 広島ホームテレビ | テレビ朝日系列 | 同時ネット              | [ 注 5 ]               |
| 山口県         | 山口朝日放送     | テレビ朝日系列 | 同時ネット              |                        |
| 香川県・岡山県 | 瀬戸内海放送     | テレビ朝日系列 | 同時ネット              |                        |
| 愛媛県         | 愛媛朝日テレビ   | テレビ朝日系列 | 同時ネット              | 1995年4月の開局時から  |
| 高知県         | 高知放送         | 日本テレビ系列 | 遅れネット              |                        |
| 福岡県         | 九州朝日放送     | テレビ朝日系列 | 同時ネット              |                        |
| 長崎県         | 長崎文化放送     | テレビ朝日系列 | 同時ネット              |                        |
| 熊本県         | 熊本朝日放送     | テレビ朝日系列 | 同時ネット              |                        |
| 大分県         | 大分朝日放送     | テレビ朝日系列 | 同時ネット              |                        |
| 鹿児島県       | 鹿児島放送       | テレビ朝日系列 | 同時ネット              |                        |
| 沖縄県         | 琉球朝日放送     | テレビ朝日系列 | 同時ネット              | 1995年10月の開局時から |